# Bạch Vân, Quý Dương
Bạch Vân (chữ Hán giản thể: 白云区 || bính âm: Báiyún Qū âm Hán Việt: Bạch Vân khu) là một quận thuộc địa cấp thị Quý Dương, tỉnh Quý Châu, Cộng hòa Nhân dân Trung Hoa. Quận này có diện tích 260 km², dân số năm 2002 là 170.000 người. Mã số bưu chính của Bạch Vân là 550014. Chính quyền quận đóng ở Đại Sơn Động. Về mặt hành chính, quận này được chia thành 4 nhai đạo, 2 trấn và 2 hương.
- Nhai đạo: Đại Sơn Động, Đô Lạp Doanh, Cung Gia, Diễm Sơn.
- Trấn: Sa Văn, Mạch Giá.
- Hương dân tộc Bố-y Ngưu Trường, hương dân tộc Bố-y Đô Lạp.